# Château de Chilham
Le château de Chilham est un manoir jacobéen et un donjon situé dans le village de Chilham, entre Ashford et Canterbury, dans le comté de Kent, en Angleterre. Le donjon est d'origine normande et date de 1174 ; manoir est achevé en 1616 pour Sir Dudley Digges.

## Histoire
Le donjon polygonal du château normand, le plus ancien bâtiment du village, date de 1174 et est toujours habité, ce qui en fait peut-être l'une des plus anciennes habitations du Royaume-Uni. Il aurait été construit pour le roi Henri II. Mais des fouilles archéologiques menées dans les années 1920 suggèrent qu'il repose sur les fondations d'une fortification anglo-saxonne beaucoup plus ancienne, datant peut-être du VIIe siècle. En juin 1320, le château de Chilham est le lieu d'une splendide réception organisée par Bartholomew de Badlesmere pour Édouard II et son entourage alors qu'ils se rendent à Douvres en route pour la France.
L'édifice jacobéen, en vue du "Vieux Château" (le donjon), est achevé en 1616 pour Dudley Digges sur un plan hexagonal, avec cinq plages en angle et la sixième laissée ouverte. Il a des parapets crénelés, des cheminées en briques colonnaires à facettes groupées et des tours d'angle avec des couronnements en doucine carrés.
La tradition victorienne selon laquelle cette maison audacieuse mais vernaculaire a été conçue par Inigo Jones n'est pas confirmée par les historiens de l'architecture. En effet, Nicholas Stone, un maître maçon qui a travaillé sous la direction de Jones au palais de Holyrood en 1616, et à la Whitehall Banqueting House, est chargé d'ajouter une chapelle funéraire à l'église de Chilham pour Sir Dudley Digges, pour contenir le monument funéraire de Stone à Lady Diges, en 1631-1632 et si des traces de la manière de Jones sont perceptibles au château de Chilham, Nicholas Stone pourrait être considéré comme un candidat. C'est néanmoins l'une des plus belles demeures du sud-est de l'Angleterre et offre une vue exceptionnelle sur la vallée de la rivière Stour, dans le Kent.

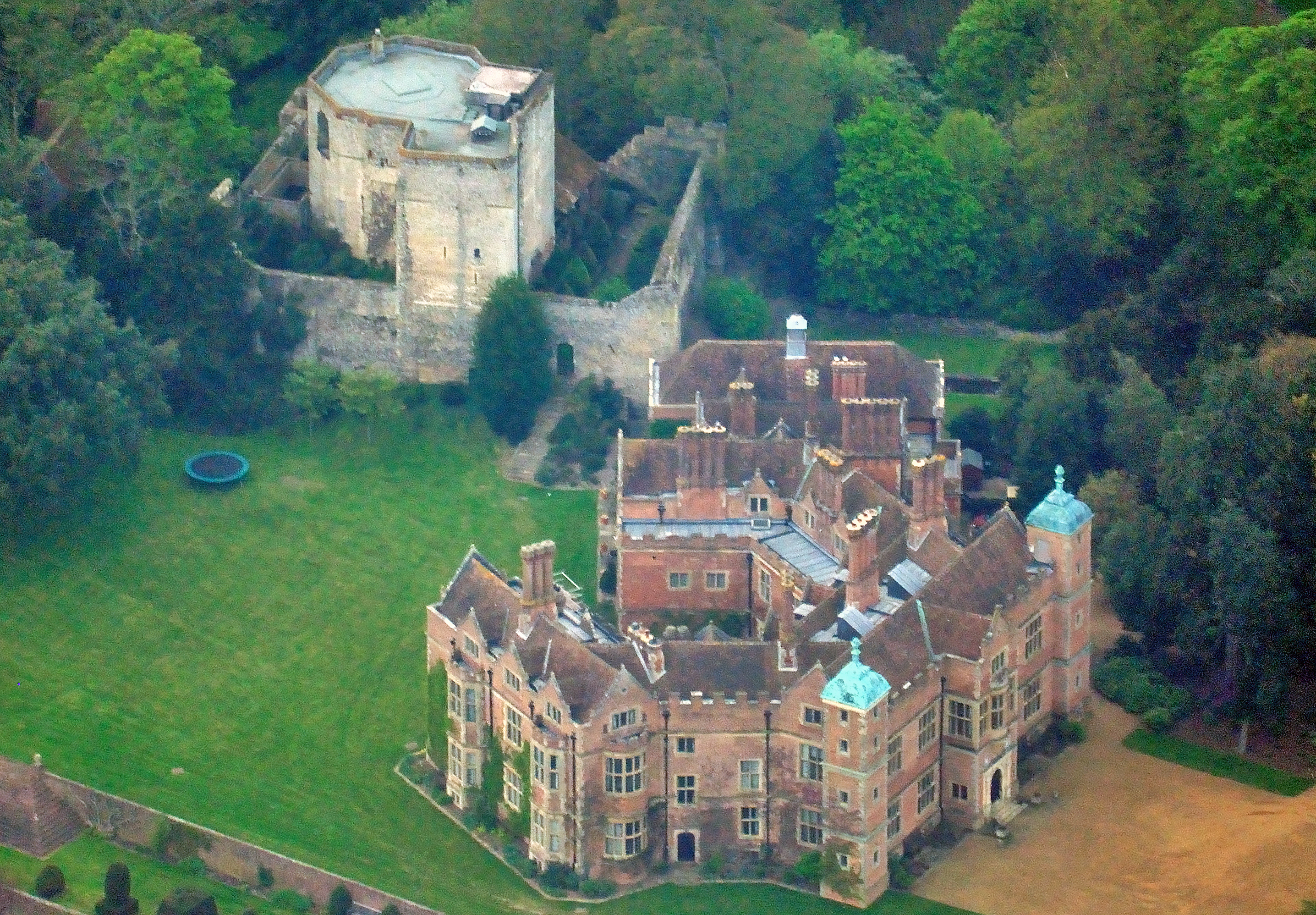
Château de Chilham

Les jardins, dont on dit qu'ils ont été aménagés à l'origine par John Tradescant l'Ancien, sont remaniés à deux reprises au XVIIIe siècle. D'abord, sous le banquier londonien James Colebrooke (qui achète le domaine à la famille Digges), de belles vues sont créées jusqu'à la rivière, puis, sous Thomas Heron (qui acquiert le domaine du fils de Colebrooke, Robert) Brown fait d'autres recommandations de changement, dont certaines sont mises en œuvre.
Le château de Chilham est acheté par James Wildman en 1794  et en 1816 passe à son fils James Beckford Wildman (en), qui le vend en 1861, en raison de la baisse des revenus après l'émancipation des esclaves sur les domaines familiaux aux Antilles. Les plans de Chilham montrant certaines des modifications substantielles apportées au bâtiment par David Brandon pour Charles Hardy en 1862 et par Sir Herbert Baker pour le magnat des mines Sir Edmund et Lady Davis au début des années vingt sont conservés au Victoria & Albert Museum.
Le terrassement actuel, modifié aux XVIIIe et XXe siècles, mène à un lac de pêche datant de l'époque du fils de Charles Hardy, Charles Stewart Hardy, dans les années 1860 et 70. Les murs du terrain datent pour la plupart du XVIIIe siècle, bien que les deux guérites n'aient été ajoutées qu'au début des années 1920, remplaçant à nouveau une très différente du XIXe siècle.
Dans les années 1920, The Keep est la résidence de campagne des peintres et collectionneurs d'art britanniques bien connus, Charles Ricketts et Charles Haslewood Shannon.

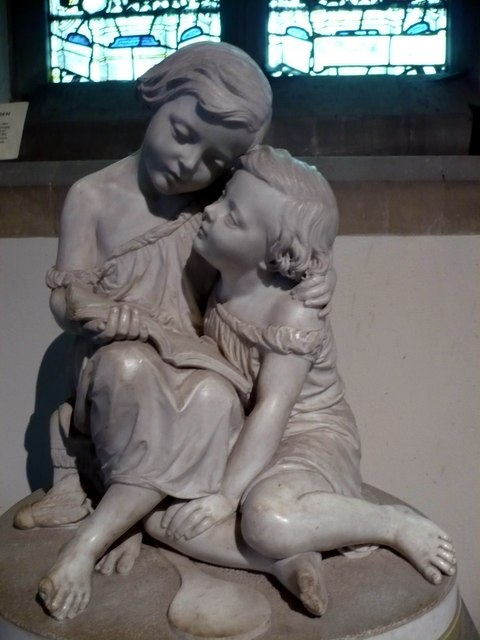
Les Enfants Hardy, monument situé dans l'église Sainte-Marie. Le livre montre une illustration de Babes in the Wood

De 1949 jusqu'à sa mort en 1992, il appartient à John Whyte-Melville-Skeffington, 13e vicomte Massereene. Le château de Chilham appartient à l'activiste UKIP Stuart Wheeler (en), qui y vivait avec ses trois filles, Sarah, Jacquetta Wheeler et Charlotte jusqu'à sa mort le 23 juillet 2020. L'épouse de Stuart, la photographe Tessa Codrington, est décédée en 2016.
Le site accueille désormais le centre équestre de Chilham Park.
En 1965, il est utilisé pour une partie du tournage de Les Aventures amoureuses de Moll Flanders avec Kim Novak, Leo McKern et Angela Lansbury. En 1985, il figure dans un épisode du drame policier des années 1980 Mission casse-cou en tant que maison familiale de Makepeace (filmé à l'été 1984). L'épisode s'intitule "Cry God For Harry" et la majeure partie de l'épisode d'une heure est filmée dans le château et son parc. Il figure également dans le premier épisode en 1989 du jeu télévisé d'aventure ITV Interceptor produit par Chatsworth Television, responsable de la série Treasure Hunt précédente.
En 1994, le château figure dans un épisode de Hercule Poirot (ITV), en tant que manoir de Simeon Lee, Gorston Hall. Il est également utilisé dans le téléfilm de 2006, "The Moving Finger" (Miss Marple) comme la magnifique maison de Cardew Pye. L'ensemble du village est également présent.
Le 13 avril 2021, le château est mis en vente pour 15 millions de livres sterling.